# 法赛尔·哈林
法赛尔·哈林（1998年1月7日—），是一名马来西亚职业足球运动员，现效力于马来西亚足球超级联赛的雪兰莪足球俱乐部。同时也代表马来西亚国家足球队，司职前锋。

## 俱乐部生涯
法赛尔·哈林在槟城展开职业生涯，并代表槟城U-19参加马来西亚杯。
2015年11月，法赛尔·哈林离开槟城，转会至彭亨。
2020年12月6日，法赛尔·哈林转会至登嘉楼，并获得7号球衣号码。他在马来西亚足球超级联赛对阵霹雳中打入一球，该比赛以2比0战胜对手。

## 荣誉

### 俱乐部
槟城
- 马来西亚首要足球联赛亚军：2015

彭亨
- 马来西亚足总杯冠军：2018
- 马来西亚足总杯亚军：2017

## 事件

### 泼硫酸袭击
2024年5月5日，法赛尔·哈林在八打灵再也的一家购物中心遭遇泼硫酸袭击，造成颈部、肩膀、手臂和胸部被烧伤。他被送往医院接受治疗，并进行了多次手术。事件发生后，雪兰莪苏丹沙拉弗丁和州务大臣阿米鲁丁沙利等各界强烈谴责这起暴力行为。前首相马哈迪·莫哈末也在法赛尔·哈林康复后上门探望后者。